# Lyssomanes benderi
Lyssomanes benderi är en spindelart som beskrevs av Dmitri Viktorovich Logunov 2002. Lyssomanes benderi ingår i släktet Lyssomanes och familjen hoppspindlar. Inga underarter finns listade i Catalogue of Life.